# 青森県道212号米田六戸線
青森県道212号米田六戸線（あおもりけんどう212ごう まいたろくのへせん）は、青森県十和田市から上北郡六戸町に至る一般県道である。

## 概要
十和田市米田字盲沼で国道4号から北東方向へ分岐し、奥入瀬川を渡ったとに東方向へ進路を変え、旧国道45号であった奥入瀬川左岸（北岸）を進み、上北郡六戸町犬落瀬の青森県道20号八戸三沢線交点に至る。

### 路線データ
- 総延長 : 8.558 km[1]
- 起点 : 十和田市大字米田[2]
- 終点 : 上北郡六戸町[2]

## 歴史
- 1961年（昭和36年）2月10日 - 青森県道に認定される[2]。
- 2025年（令和7年）7月16日 - 六戸町犬落瀬千刈田付近で道路陥没が発生し車両通行止めとなる[3]。

## 地理

### 交差する道路
- 国道4号（起点）
- 青森県道213号柳町下田停車場線（上北郡六戸町柳町・県道213号起点）
- 青森県道20号八戸三沢線（=青森県道113号五戸六戸線重複）（上北郡六戸町大字犬落瀬、終点）

### 沿線の施設など
- 奥入瀬川
- 六戸郵便局